# Bingué
Bingué est une localité et une  commune rurale de la préfecture de Nana-Mambéré, en République centrafricaine. 

## Géographie
La commune de Bingué s’étend au sud-ouest de la ville de Bouar au sud de l’axe Bouar-Baboua. Elle est traversée par l’axe Gallo (RN 3) – Zarami - Yaboni. La localité de Bingué se trouve à 29,6 km au sud-est de la route nationale RN3.
| Béa-Nana | Yénga  |                 |
| Fô       | Bingué | Zotoua-Bangarem |
|          | Abba   |                 |

## Villages
Les principaux villages de la commune sont : Bingué, Sarapandé et Zarami.
La commune rurale compte 40 villages recensés en 2003 : Baya, Begbandio, Bingue2, Bingue-Noudoy, Dare-Gbaguesse, Gadilet, Gallo Bokowi, Gamagari, Gbangazi, Gbangoto, Gbeme Dengo, Gouna, Kette, Kolean1, Kolean2, Kotogo, Kpetene Belamo, Kpockea, Laka-Bouar, Mborguene, Mere Banassom, Mere Haoussa, Nagbata, Nahi, Nakowen, Ndamba, Ndongue, Ngolo, Noubeina2, Sarapande Centre, Sarapande Haoussa, Waziri, Yakekede, Yangba, Yongoro Paye, Zaoro Mambere, Zarami, Zokoezo, Zouwane Boye, Zoyiwe.

## Éducation
La commune compte 2 écoles privées de l'Œuvre scolaire à Daré et Œuvre scolaire à Sarapandé.

## Santé
La commune située dans la zone sanitaire de Baboua-Abba dispose d’un centre de santé à Bingué.